# Хребет Альпіністів
Хребе́т Альпіні́стів (англ. Mountaineer Range) — група гір, окремих масивів, плато та хребтів, в північно-східній частині Землі Вікторії, у східній Антарктиді (73°28′0″ пд. ш. 166°15′0″ сх. д. / 73.46667° пд. ш. 166.25000° сх. д.), належать до Трансантарктичних гір і утворюють їх одну із крайніх північних частин у Східній Антарктиді.

## Географія
Хребет розташований уздовж південно-західного узбережжя затоки Леді Ньюнс (море Росса) між льодовиками Авіатор — на півдні, південному заході та заході, Марінер — на півночі та північному сході. Існують також інші численні менші льодовики, які спускається із південно-східних схилів хребта та «впадають» у море Росса — зокрема: Криголам, Фіцджеральд, Вільде та Меандр і Гейр, які «впадають» у льодовик Марінер.
На північному заході хребта розташована доволі велика ділянка фірнового снігу Геркулес Нів, висота якої сягає 2600–2800 м. На південному заході цієї ділянки піднімається до висоти 2800-3000 м плато Десепшен із стратовулканом міоценової епохи  — Оверлордом, висотою 3396 м, який розташований в північно-західній частині плато.

## Відкриття та дослідження
Хребет Альпіністів був вперше відкритий у 1841 році англійською антарктичною експедицією капітана Джеймса Росса, який у 1839–1843 роках на кораблях «Еребус» та «Террор» зробив найбільше для того часу дослідження Антарктики.
Згодом досліджувався кількома британськими та американських експедиціями. Точне нанесення на мапу було зроблене в процесі аерофотозйомки ВМС США та обстеження на місцевості новозеландською і американською дослідними експедиціями в 1950-х та 1960-х роках. Названа новозеландською геологічною антарктичною експедицією (NZGSAE), 1958–1959 років, «Хребтом Альпіністів», завдяки значному вкладу альпіністів польових експедицій 1957–1958 та 1958–1959 років, які робили розвідку цієї області, а також в асоціації з іменами «Авіатор» та «Марінер».

## Найвищі вершини та піки
Хребет Альпіністів включає в себе наступні найбільші вершини та піки:
| № | Назва    | Назва англійською | Висота, м | Відносна висота, м | Координати                                                    | Хребет, масив, гора |
| - | -------- | ----------------- | --------- | ------------------ | ------------------------------------------------------------- | ------------------- |
| 1 | Супернал | Supernal          | 3655      | 1804               | 73°4′ пд. ш. 165°42′ сх. д. / 73.067° пд. ш. 165.700° сх. д.  | масив Супернал      |
| 2 | Мерчисон | Murchison         | 3501      | 1927               | 73°28′ пд. ш. 166°15′ сх. д. / 73.467° пд. ш. 166.250° сх. д. | масив Мерчисон      |
| 3 | Оверлорд | Overlord          | 3396      | >690               | 73°10′ пд. ш. 164°36′ сх. д. / 73.167° пд. ш. 164.600° сх. д. | плато Десепшен      |
| 4 | Ґобей    | Gobey             | 3125      | ~400               | 72°58′ пд. ш. 165°15′ сх. д. / 72.967° пд. ш. 165.250° сх. д. | пагорби Ритріт      |
| 5 | Монтіґл  | Monteagle         | 2780      | >800               | 73°43′ пд. ш. 165°28′ сх. д. / 73.717° пд. ш. 165.467° сх. д. | масив Монтіґл       |
| 6 | Нойце    | Noice             | 2780      |                    | 73°17′ пд. ш. 164°40′ сх. д. / 73.283° пд. ш. 164.667° сх. д. | плато Десепшен      |
| 7 | Монтрей  | Montreuil         | 2680      | ~500               | 73°4′ пд. ш. 166°11′ сх. д. / 73.067° пд. ш. 166.183° сх. д.  | г. Монтрей          |
| 8 | Анаківа  | Anakiwa           | 2640      |                    | 73°0′ пд. ш. 165°43′ сх. д. / 73.000° пд. ш. 165.717° сх. д.  | масив Супернал      |